# Lane Motor Museum

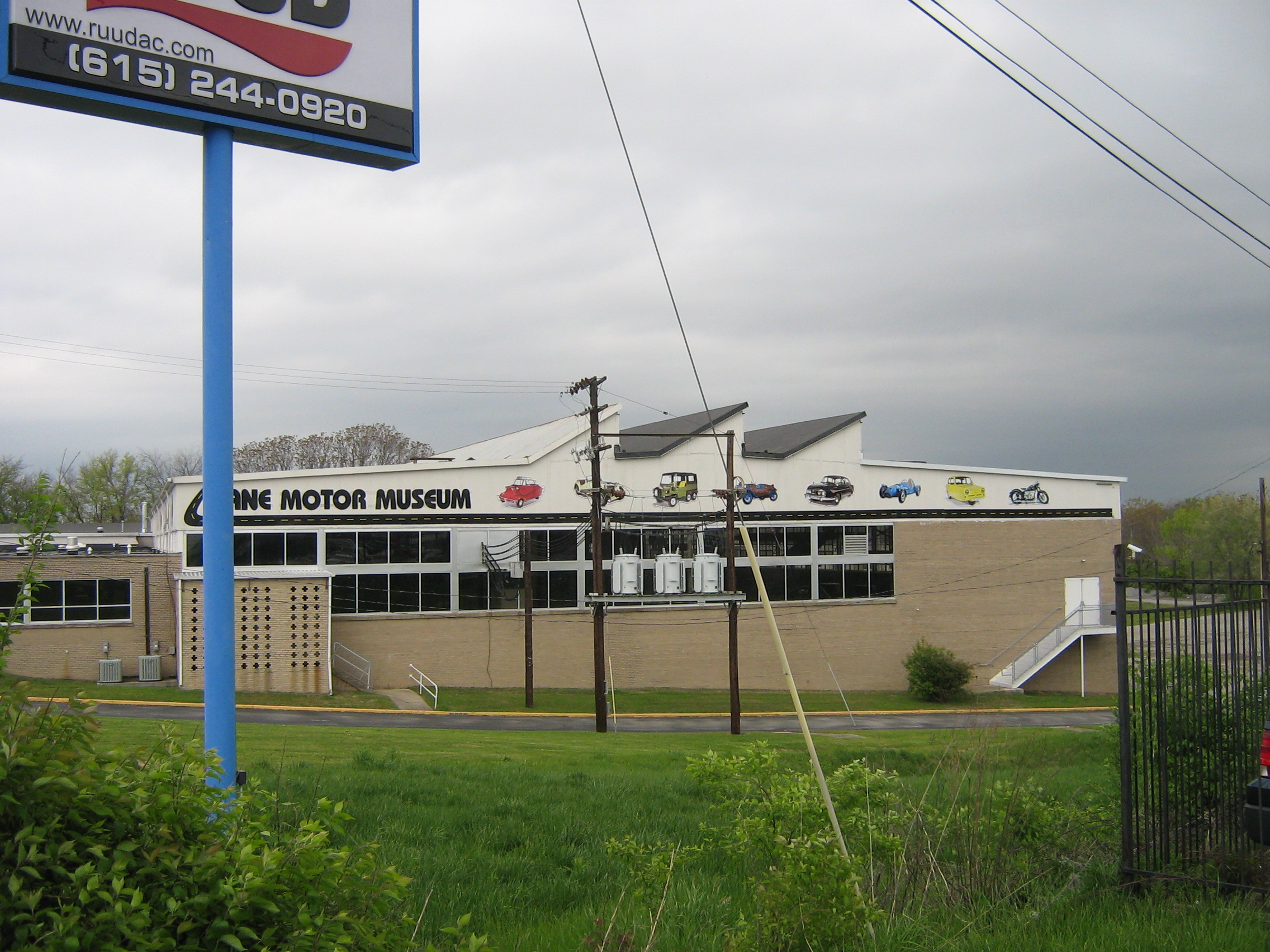
Lane Motor Museum

Das Lane Motor Museum befindet sich in Nashville im US-Bundesstaat Tennessee. Es wurde von Jeff Lane zu Beginn des 21. Jahrhunderts gegründet, der die Räume einer ehemaligen Bäckerei umgestaltete. Viele Eigenschaften des ursprünglichen Gebäudes blieben erhalten, so die hohe Decke mit natürlichem Lichteinfall, die handgefertigten Ziegel sowie der Ahornholzboden. Der architektonische Stil passt sich dem Alter der Autos an. Das Erdgeschoss verfügt über eine Freifläche von rund 40.000 sqft (ca. 3700 m²). 
Das Museum arbeitet als Non-Profit-Organisation.

## Ausstellungsstücke
Das Museum wurde im Jahr 2003 mit 70 Sammlungsstücken eröffnet. Von Jahr zu Jahr wuchs die Anzahl der ausgestellten Automobile an. Ende 2015 wurden bereits über 450 Exponate gezeigt. Es werden überwiegend in Europa produzierte Oldtimer-Modelle von Personenkraftwagen präsentiert. In geringerer Anzahl werden auch Leichtfahrzeuge (z. B. Peel P50, BMW Isetta), Amphibienfahrzeuge, Lastkraftwagen und Fahrzeuge mit Propellerantrieb ausgestellt.

## Exponate (Auswahl)

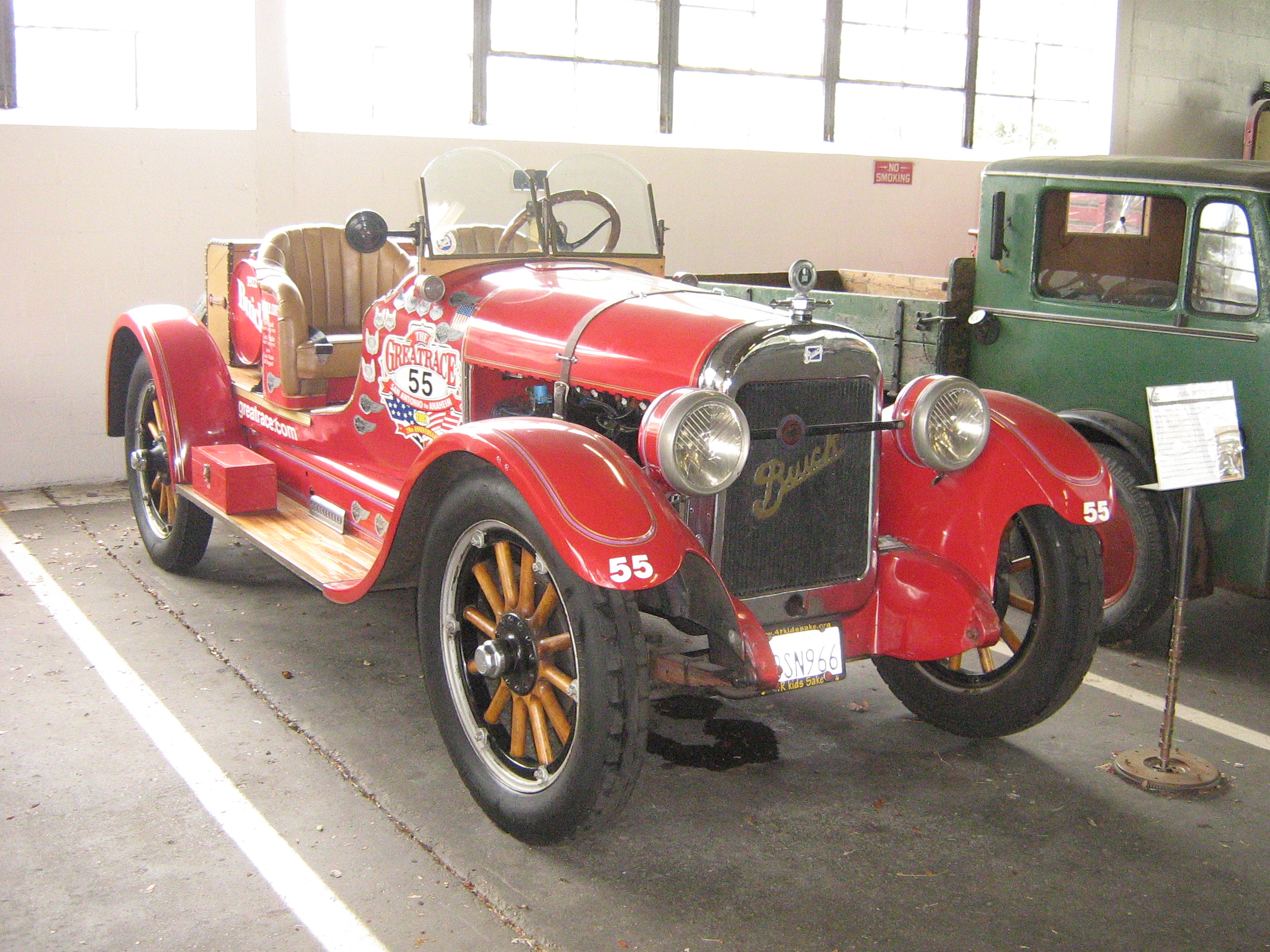
1922 Buick Speedster
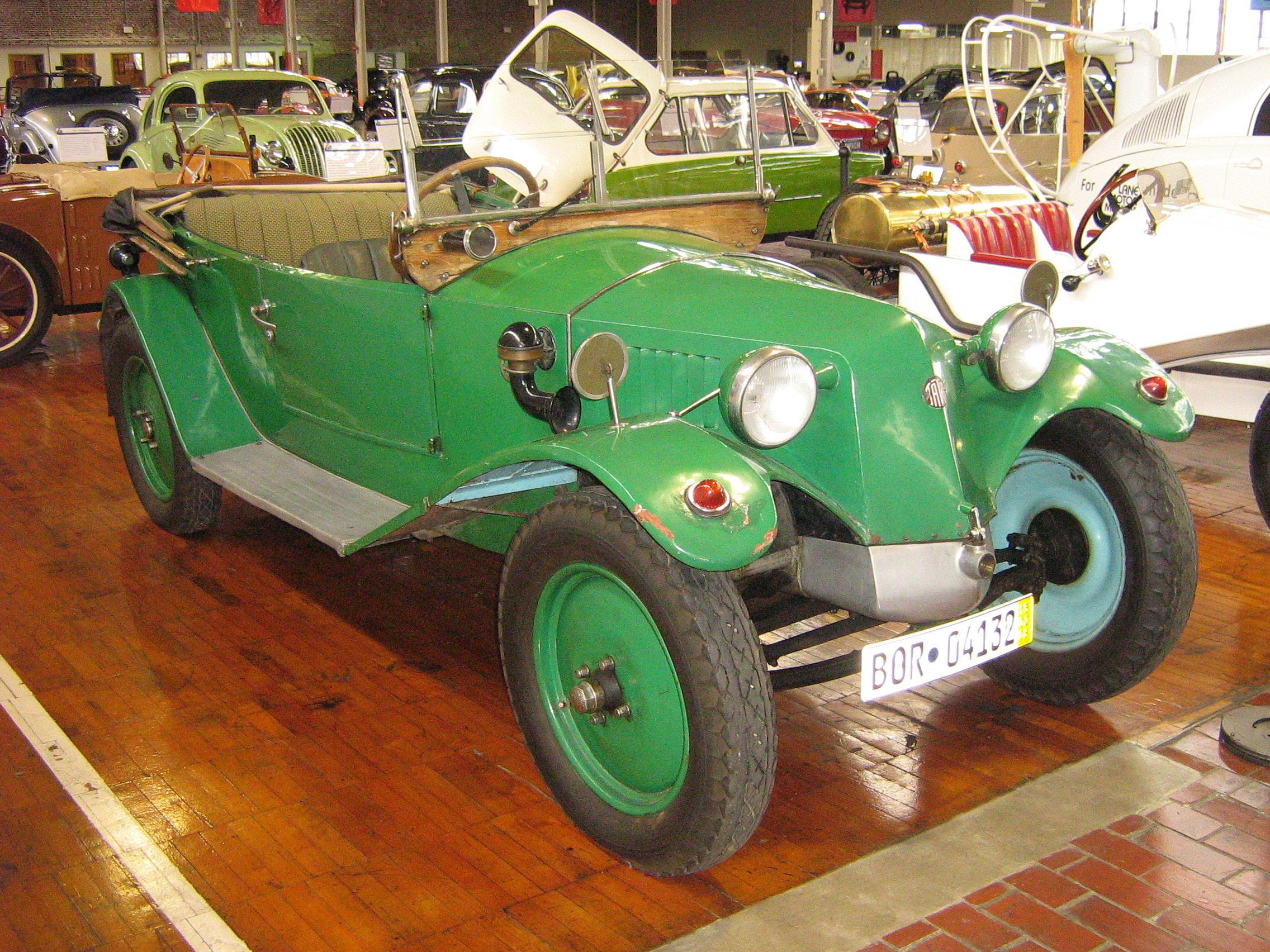
1923 Tatra 11
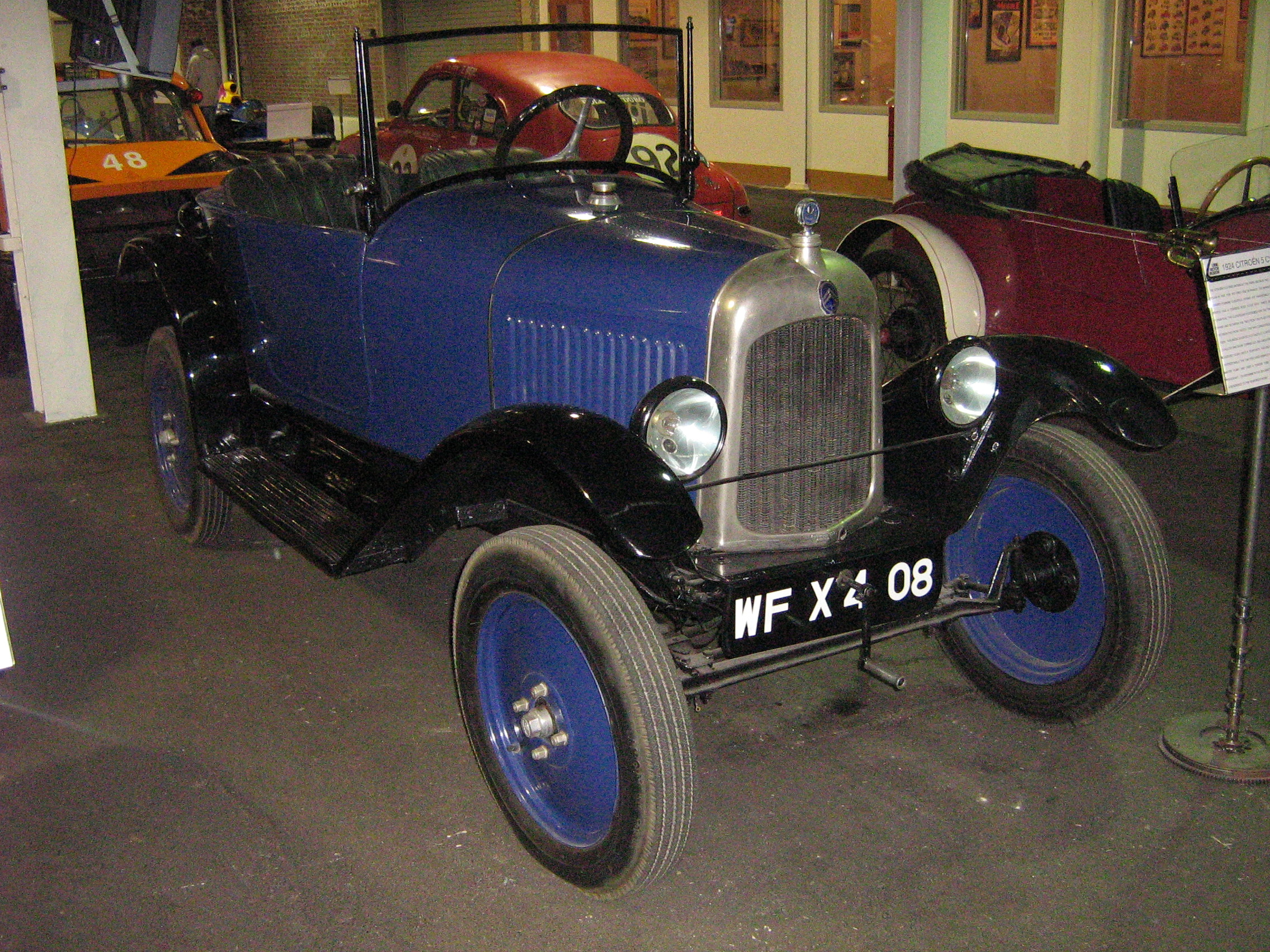
1924 Citroën 5CV
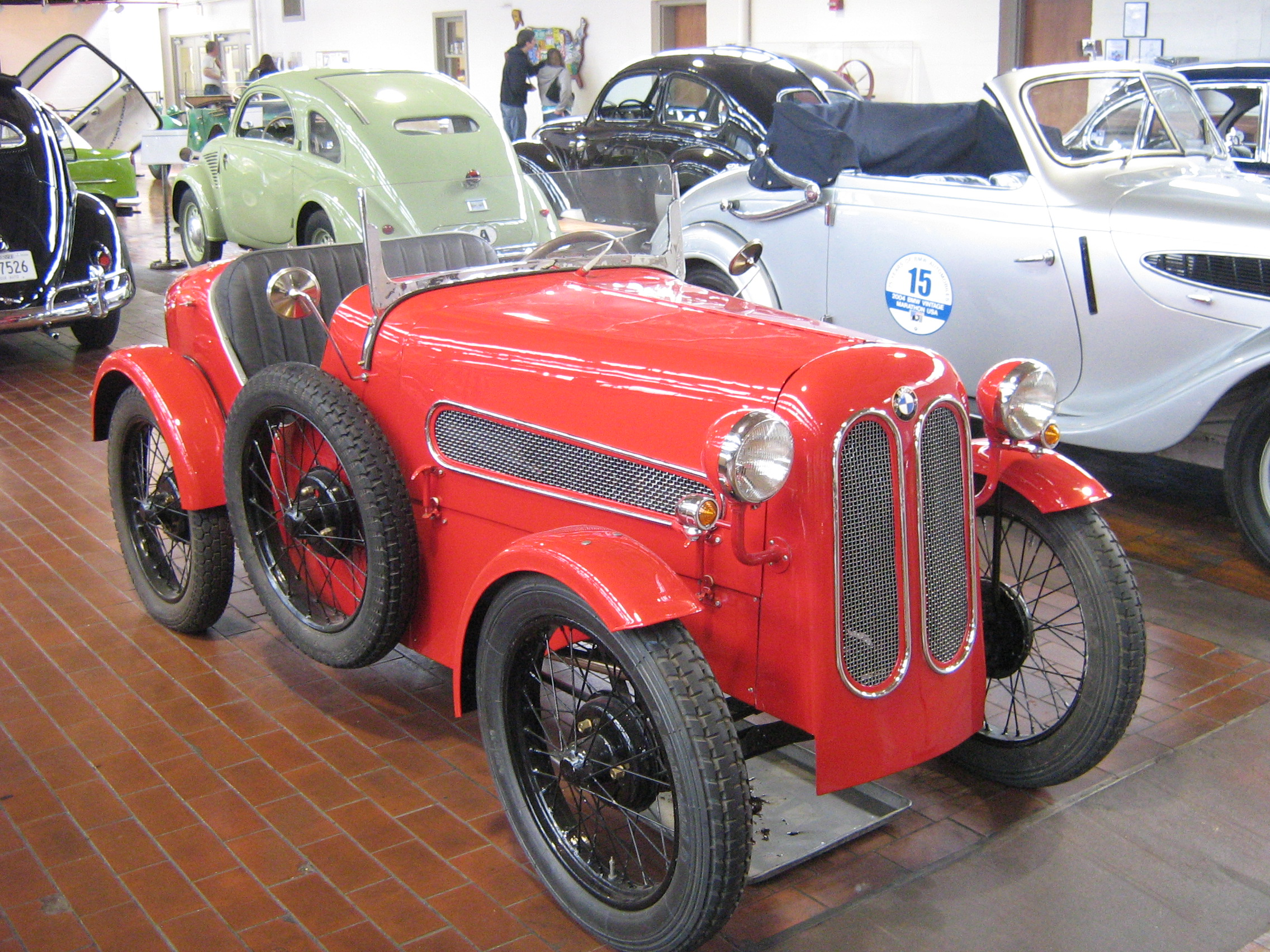
1929 BMW Ihle 600
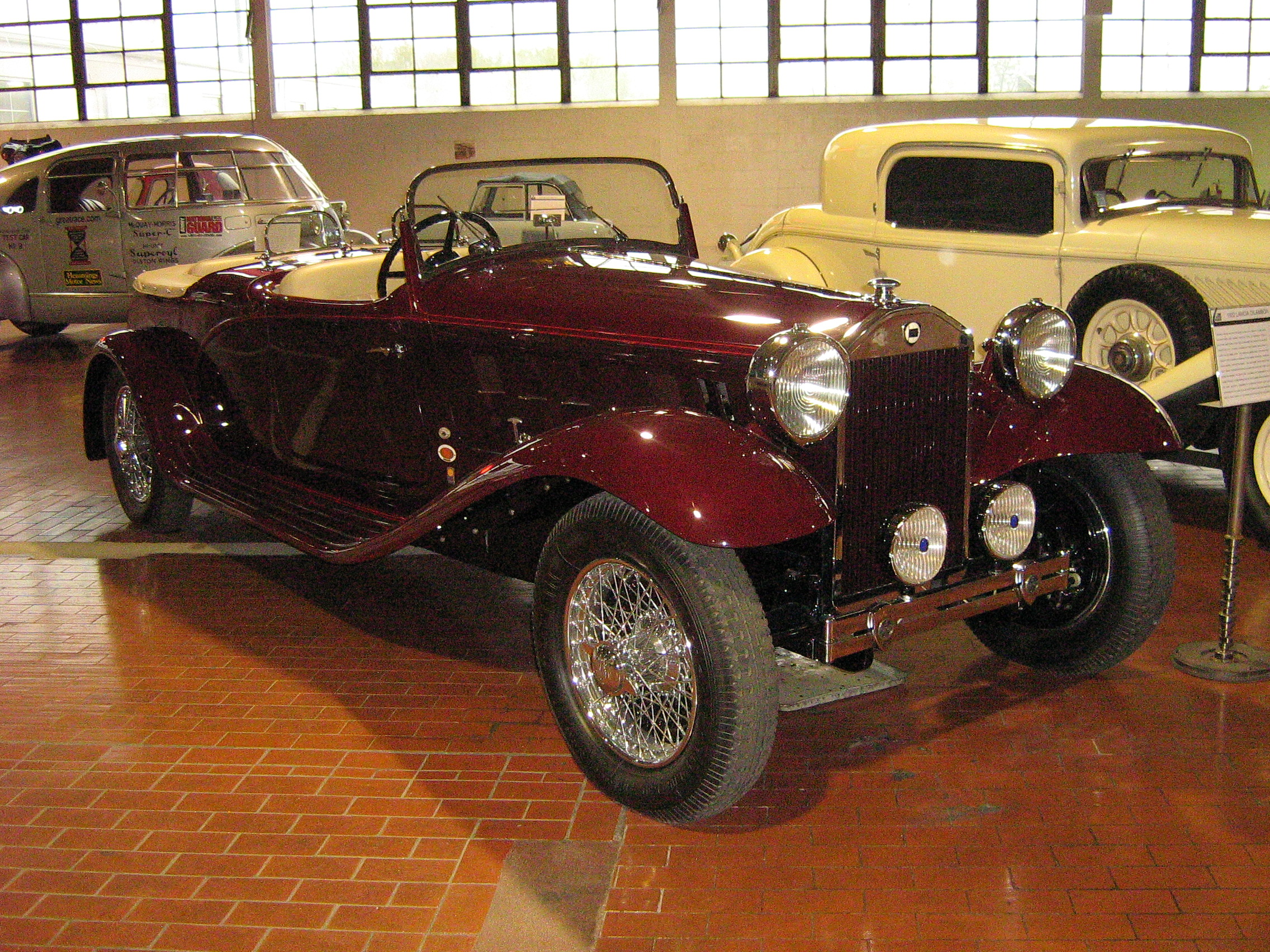
1932 Lancia Dilambda
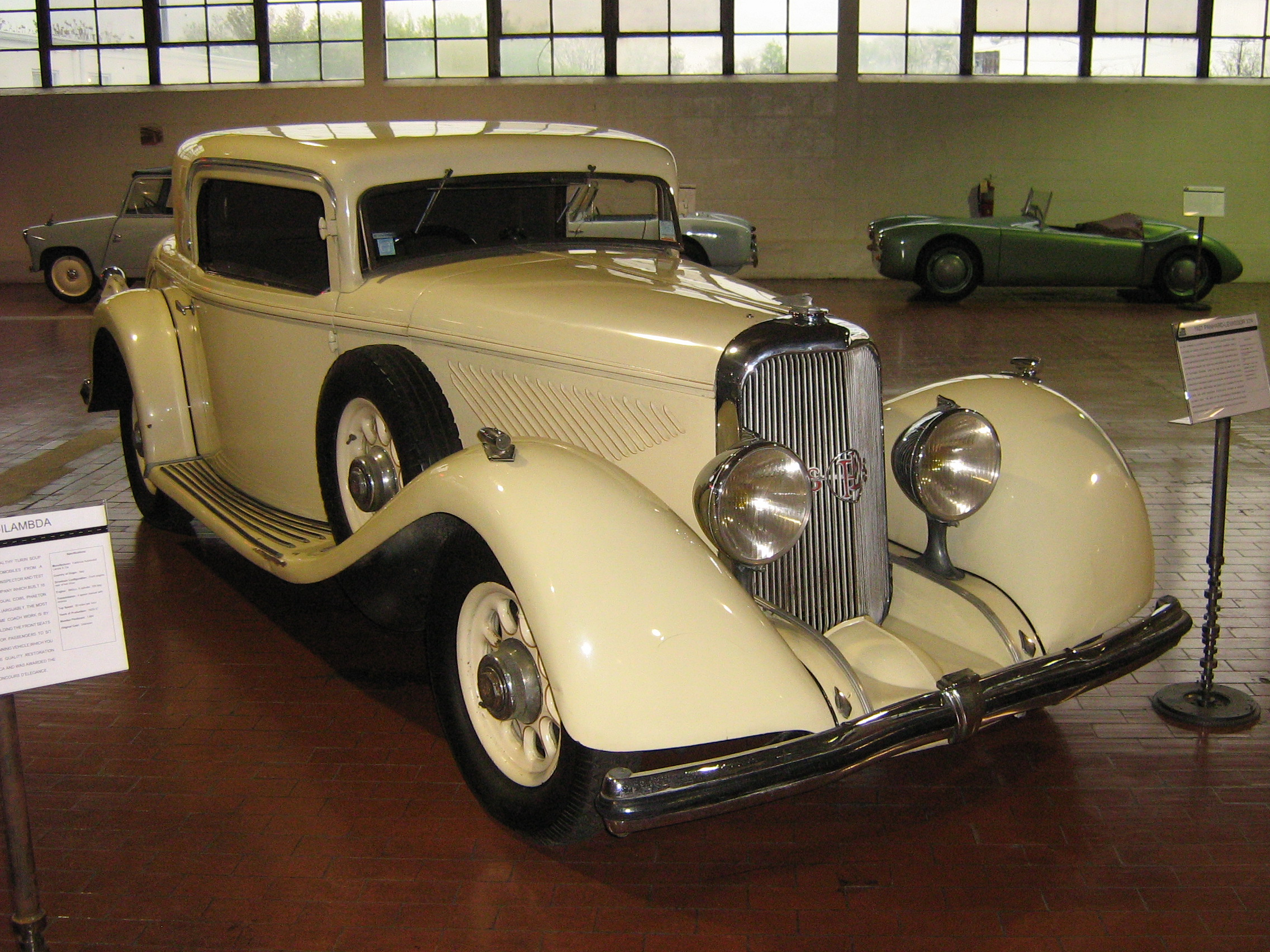
1933 Panhard & Levassor X74
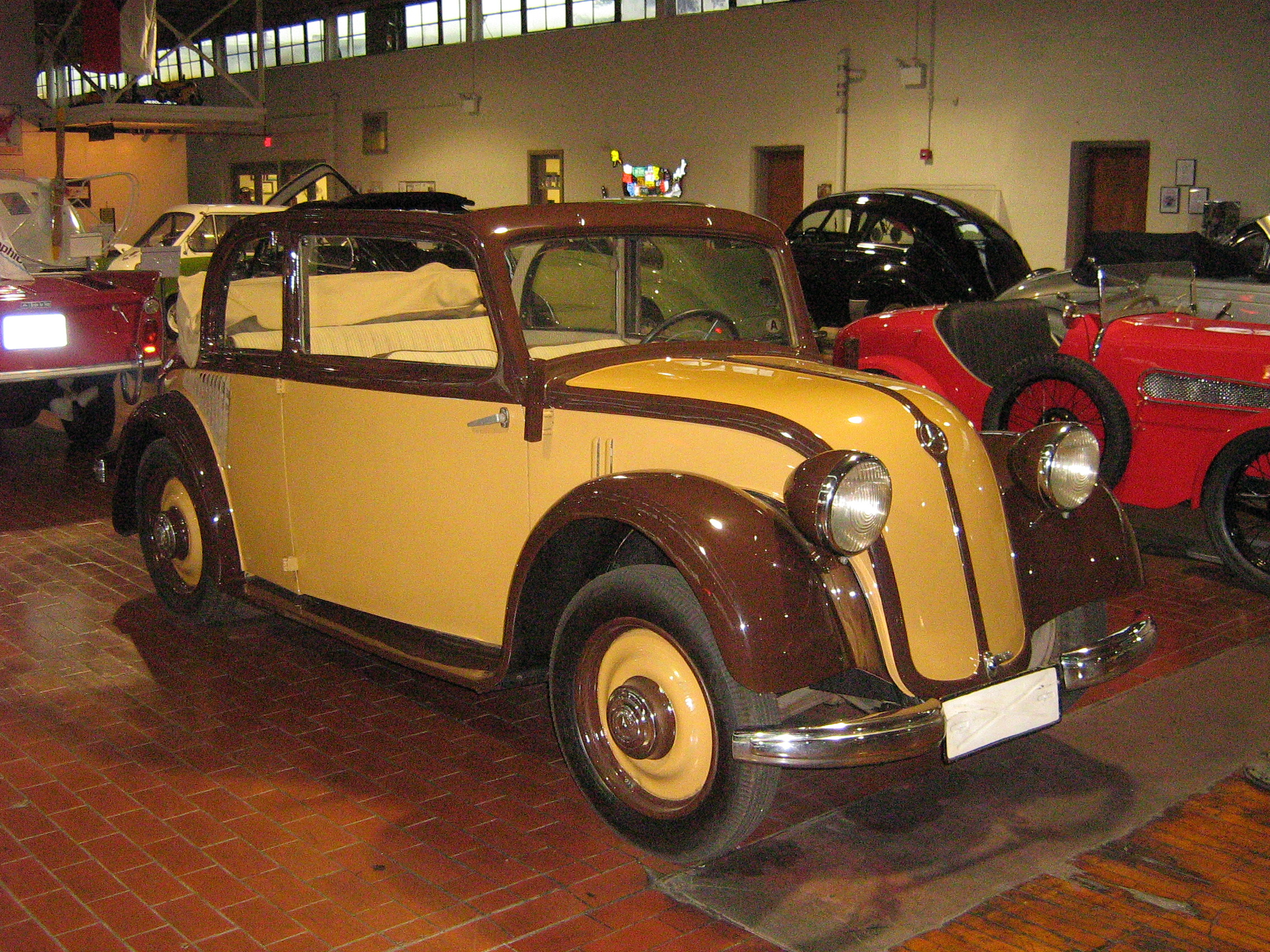
1935 Mercedes-Benz 130
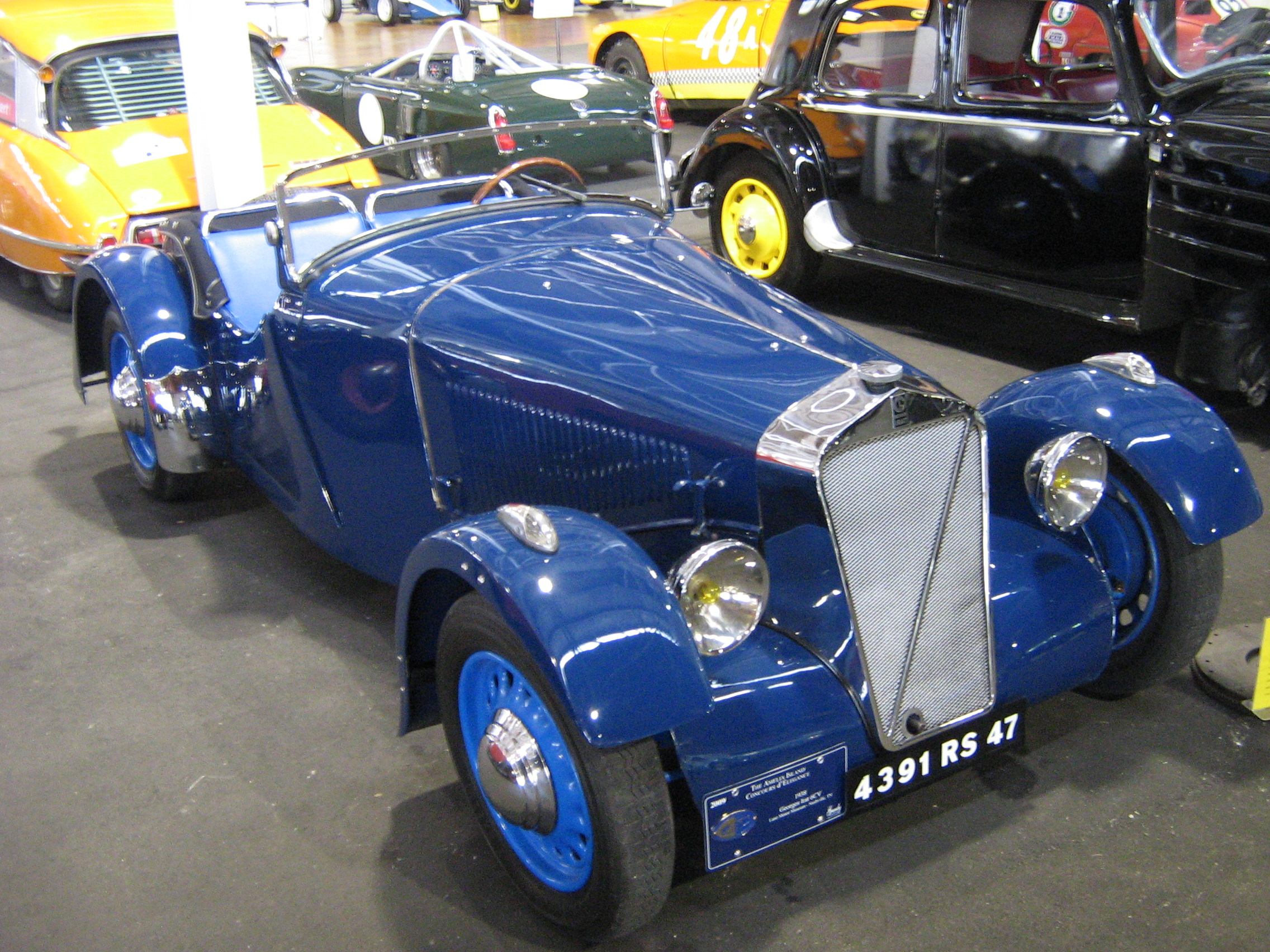
1938 Georges Irat
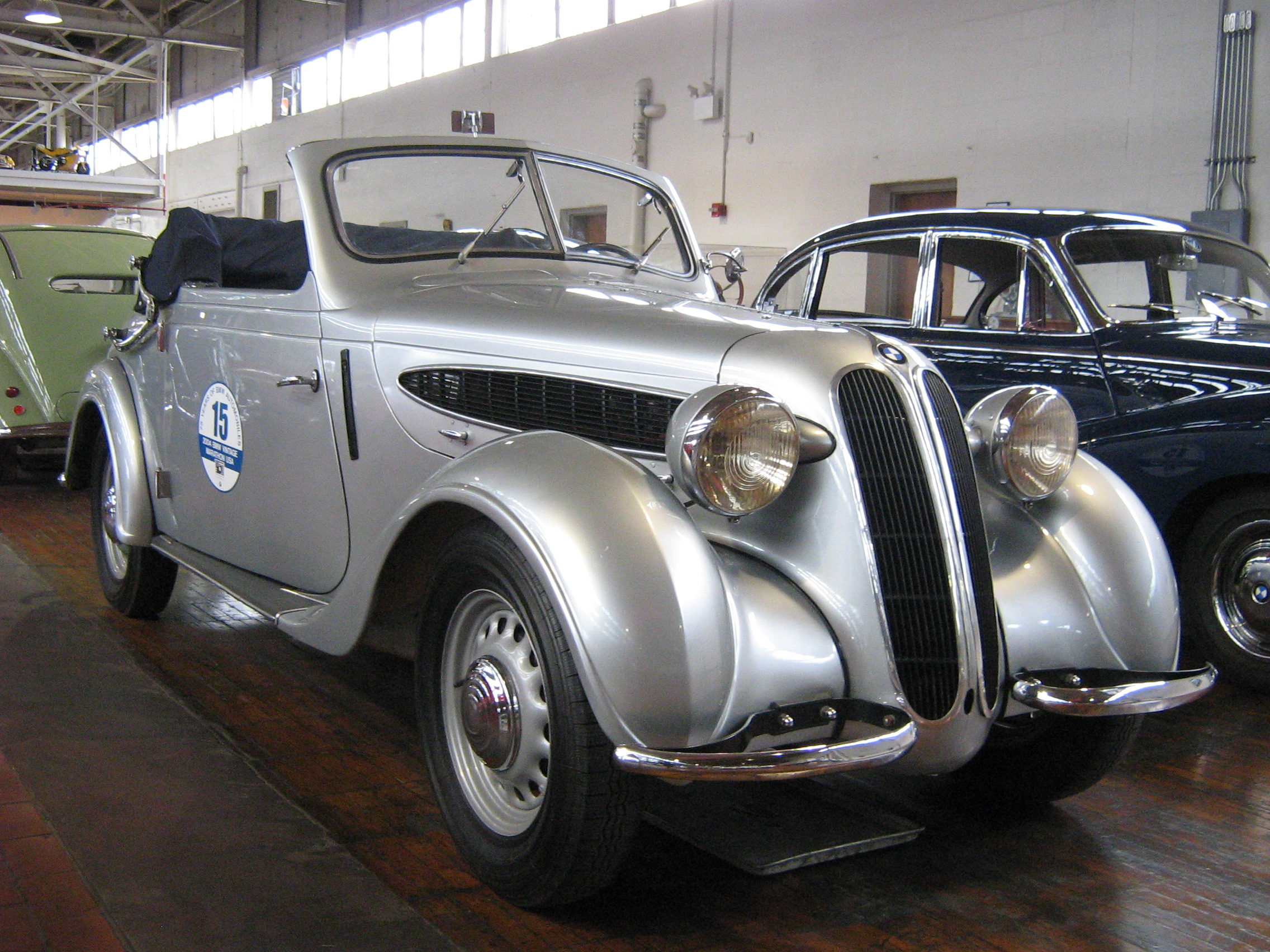
1938 BMW 320
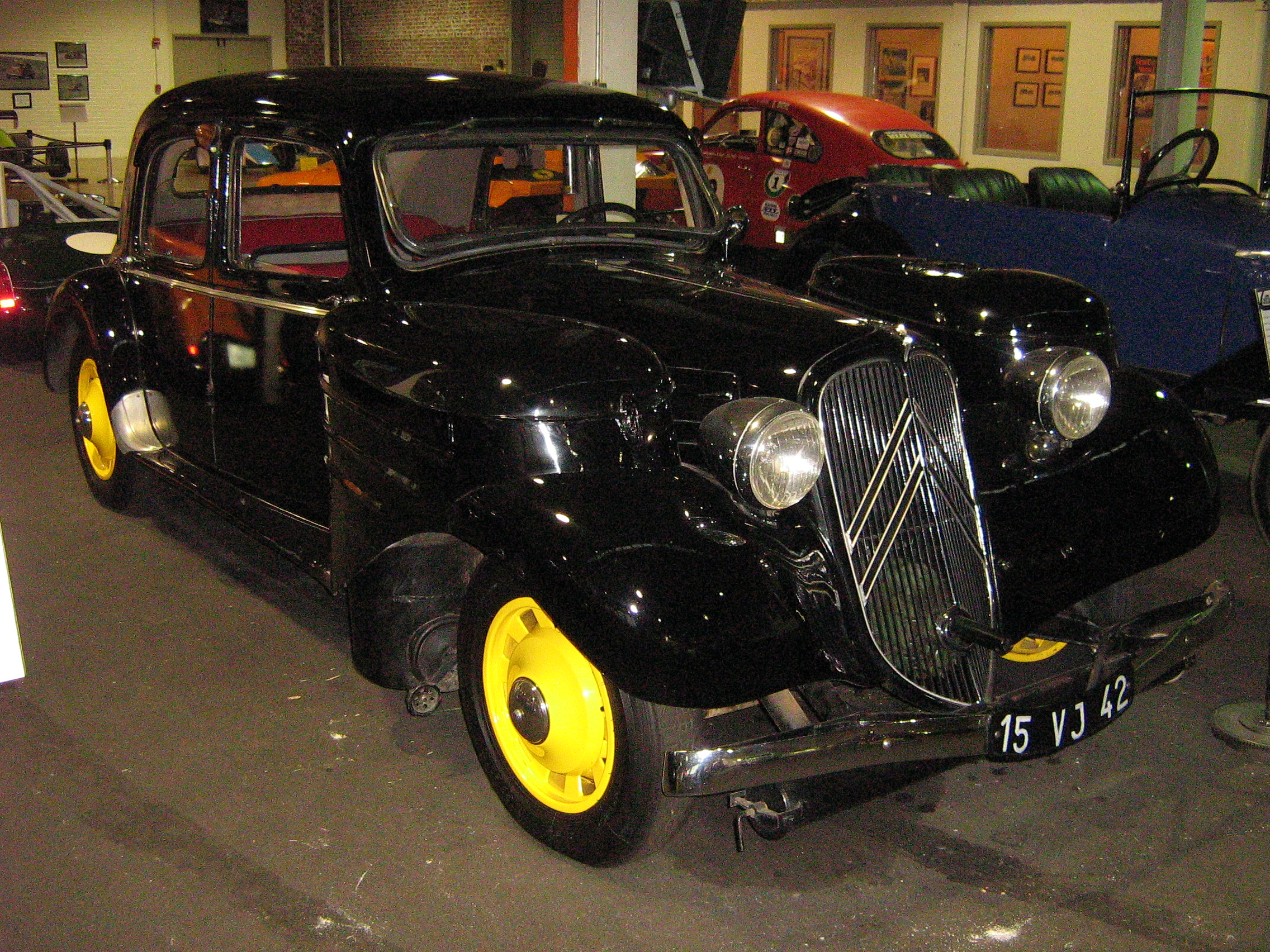
1938 Citroën Traction Avant
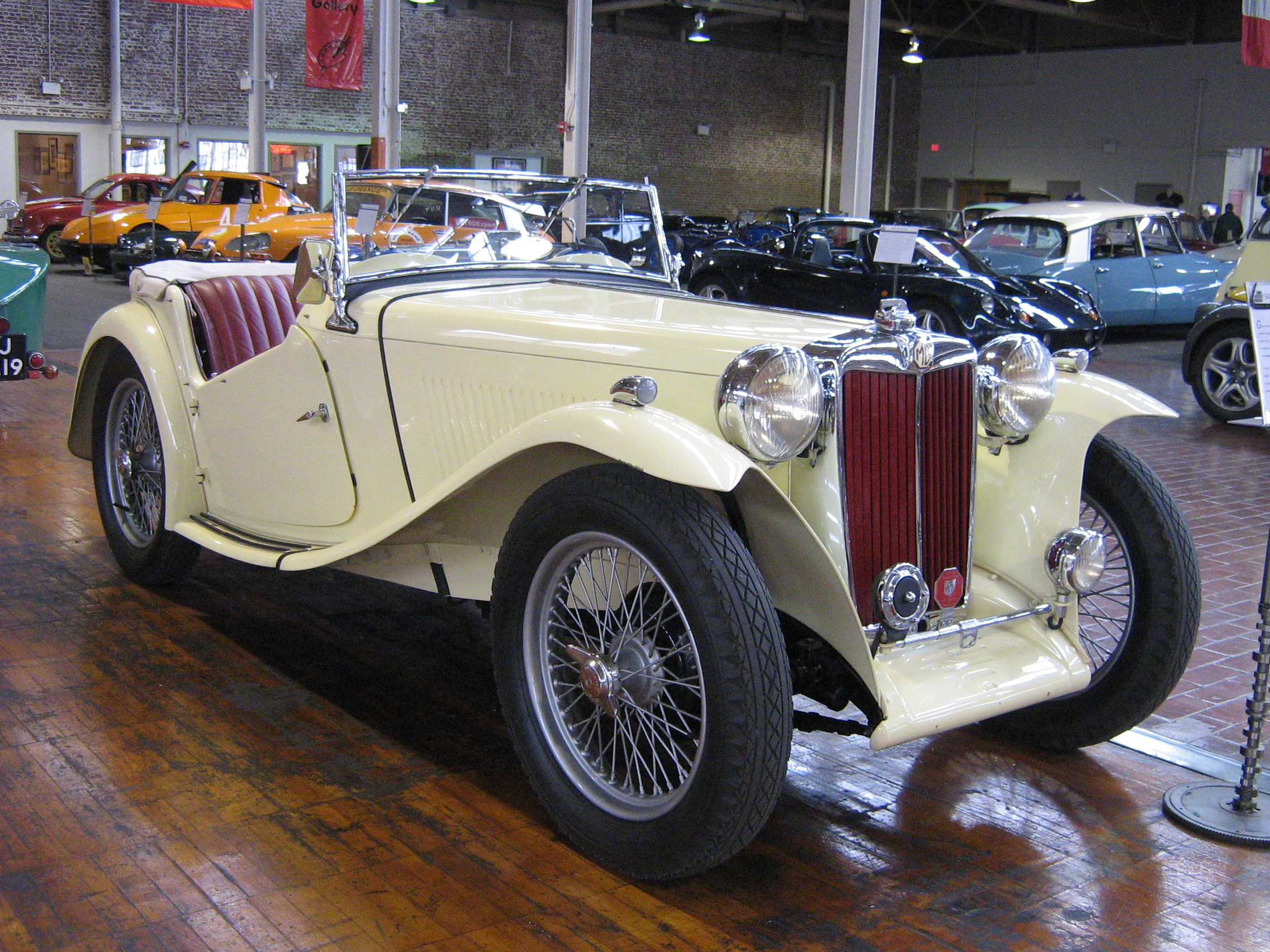
1949 MG Midget
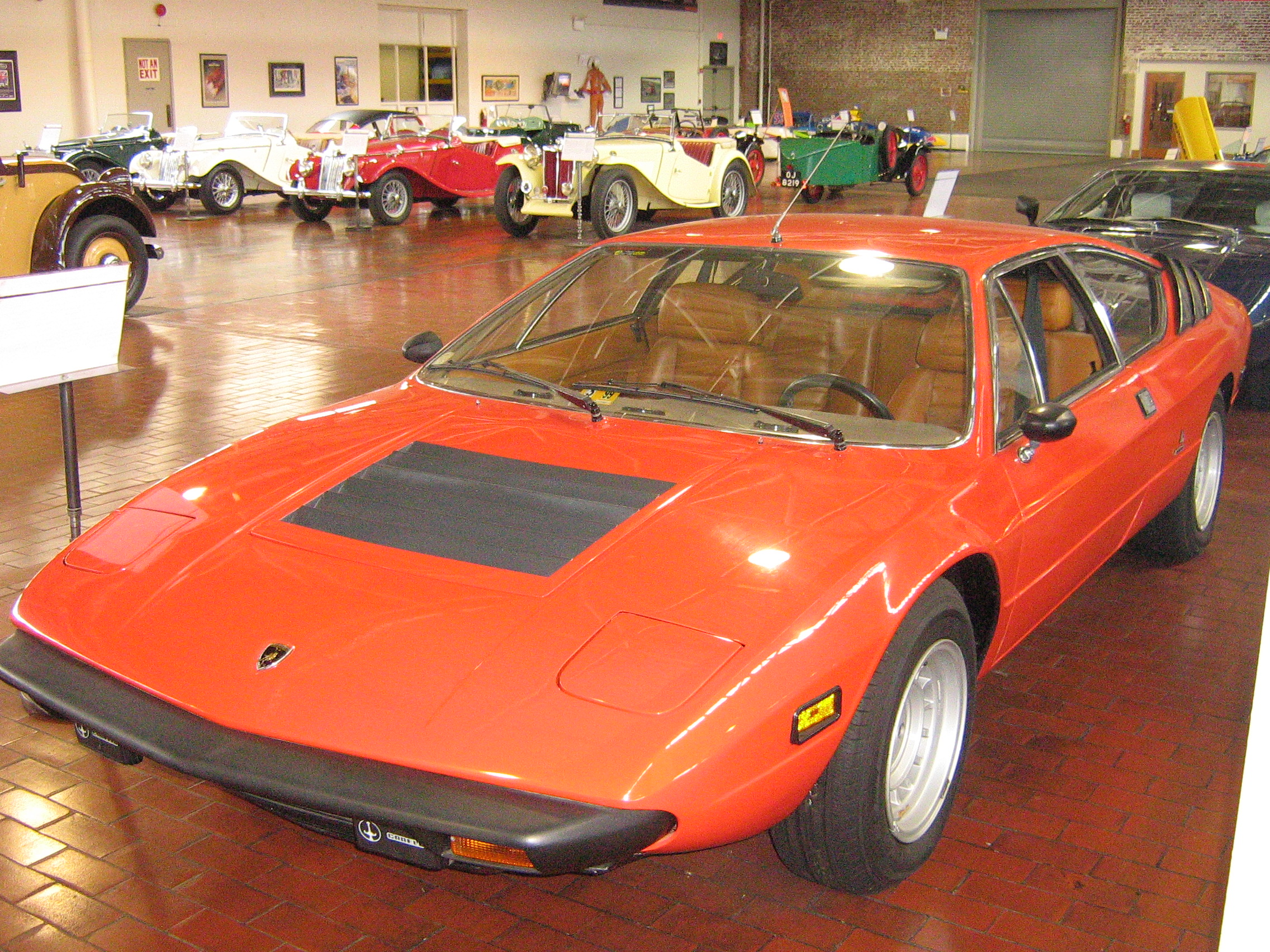
1976 Lamborghini Urraco